# Landnámssetur

Landnámssetur

Das Landnámssetur ist ein privates Museum in der Stadt Borgarnes in Island.

## Lage und Eröffnung
Das Museum wurde von dem Schauspieler und Musiker Kjartan Ragnarsson, der Sohn des Bildhauers Ragnar Kjartansson, gegründet und am 13. Mai 2006 eröffnet.
Es befindet sich im westlichsten Teil des Ortes nahe der durch eine Brücke mit dem Festland verbundenen Insel Brákarey. Ein altes Lagerhaus, Pakhúsið, wurde zu dem Zweck umgebaut und restauriert.

## Themenschwerpunkte
Das Museum, das auch den englischen Namen Settlement Centre führt, zeigt, in einem großen Teil der Ausstellung in Wort, Bild, Animationen und Kartenmaterial die Besiedelung von Island (isländisch landnáma).
Ein weiterer Teil des Museums beschäftigt sich mit der Saga von Egill, die in der Gegend von Borgarnes angesiedelt ist.
Im Dachgeschoss befindet sich ein Kleinkunsttheater, in dem regelmäßig Lesungen und Theateraufführungen stattfinden, die sich mit der Egillssaga – wie z. B. die Einpersonenstücke Brák und Mr. Skallagrímsson – bzw. der isländischen Republik des Sagazeitalters – wie z. B. Einar Kárasons Roman „Óvinafagnaður“ – auseinandersetzen.